# Yoko (Benin)
Yoko   ist ein Arrondissement im Departement Plateau im westafrikanischen Staat Benin. Es ist eine Verwaltungseinheit, die der Gerichtsbarkeit der Kommune Sakété untersteht.

## Demografie und Verwaltung
Gemäß der Volkszählung 2013 des beninischen Statistikamtes INSAE hatte das Arrondissement 13.965 Einwohner, davon waren 6594 männlich und 7371 weiblich.
Von den 80 Dörfern und Quartieren der Kommune Sakété entfallen elf auf Yoko  :
1. Adanmayi
2. Araromi
3. Gbagla-Yovogbédji
4. Illasso Nagot
5. Illasso Saharo
6. Okéïgbo
7. Saharo Djèdjè
8. Saharo Nagot
9. Sanrin-Kpinlè
10. Tota
11. Yoko Centre